# زبدی
زِبَدی (یونانی باستان: Ζεβεδαῖος، عبری: זְבַדְיָה، رومی شده: Zəḇaḏyâ)، بر اساس انجیل‌های چهارگانه پدر یوحنا و یعقوب مقدس، دو حواری عیسی بود. نام وی دو بار به‌طور ویژه در متی ‎۴: ۲۱–۲۲ و مرقس ‎۱: ۱۹–۲۰ ذکر شده است. ولی اینکه سالومه زوجهٔ وی بوده را می‌توان از دو آیه دریافت: در انجیل مرقس ‎۱۵: ۴۰–۴۱ آمده است که به همراه مریم مادر یعقوب و مریم مجدلیه در تصلیب عیسی حضور داشته است؛ به این سه زن در انجیل متی ‎۲۷: ۵۶ نیز اشاره شده: «مریم مجدلیه، مریم (مادر یعقوب اصغر و یوشع) و مادر فرزندان زبدی».
زبدی احتمالاً به نوعی ماهیگیر بوده و در بیت صیدا یا نزدیکی آن زندگی می‌کرده است. به‌نظر می‌رسد که مردی با موقعیت در کفرناحوم بوده که دو قایق (لوقا ۵: ۴) و خادمان اجیر (مرقس ‎۱: ۲۰) داشته است.